# William Thom
William Thom (Aberdeen, 1799 - Dundee, marzo de 1850) fue un poeta escocés. Fue aprendiz desde muy joven de un tejedor y a lo largo de su vida se dedicó a dicha ocupación, muriendo en circunstancias de gran carestía. No empezó a escribir hasta casi la edad de cuarenta años, sus primeras creaciones estuvieron inspiradas por la contemplación de su propia pobreza y por la tristeza a razón de la muerte de su esposa. Después de obtener algo de fama, fue conducido a Londres e invitado a una cena pública. No se supo mucho más después de este acto. En 1844 apareció su Rhymes and Recollections of a Handloom Weaver, que tuvo un éxito moderado.